# Eduard Bonnell
Eduard Bonnell (* 15. Februar 1802 als Charles Guillaume Edouard Bonnell in Berlin; † 9. Mai 1877 in Berlin) war ein deutscher Gymnasiallehrer und Direktor des Friedrichwerderschen Gymnasiums in Berlin. Seine hugenottischen Vorfahren schrieben den Familiennamen ursprünglich Bonnel.

## Herkunft und Jugend
Charles Guillaume Edouard Bonnell wurde als Kind einer französischen Familie geboren, die infolge der Aufhebung des Ediktes von Nantes in die Mark Brandenburg ausgewandert war. Sein Urgroßvater Pierre Bonnel, Weingärtner in Villiers-le-bel bei St. Dénis, nördlich von Paris, verließ aus Glaubensgründen die Heimat und zog mit seiner Frau Marie Rosignol aus Coulome nach Prenzlau, wo er 1687–1720 Kantor der französisch-reformierten Gemeinde war. 
Eduards Großvater Jacques Daniel siedelte nach Schwedt über, von wo sein Sohn Pierre Daniel, Eduards Vater, als Regimentsbüchsenmacher (später Vorstand der königlichen Büchsenschäfterei) nach Berlin kam. Erst durch Eduard Bonnells Großmutter und Mutter war das deutsche Element in die rein hugenottische Familie eingedrungen. Dennoch hielten die Bonnells, wie sie inzwischen ihren Namen schrieben, in Berlin sich zur (deutsch-)reformierten Trinitatisgemeinde und besonders zu Friedrich Schleiermacher. Erst 1850 schloss Bonnell sich wieder der französischen Kolonie an, deren regsames kirchliches Leben ihn anzog.

## Ausbildung und erste Berufstätigkeiten
Bonnell besuchte zehn Jahre lang das Friedrich-Werdersche Gymnasium, das er später fast 38 Jahre leiten sollte. Bestimmend für sein geistiges Leben war neben Friedrich Schleiermacher, der ihn konfirmierte, vor allem sein Lehrer Karl Gottlob Zumpt (1792–1849), der besonders seit dem Tode des Vaters (1818) den begabten Schüler in seinen Schutz nahm und in jeder Hinsicht förderte. Er studierte an der Friedrich-Wilhelm-Universität neben der zum Lebensberuf erwählten Philologie unter dem Schleiermacher auch Theologie und Philosophie. Das Examen pro facultate docendi (entspricht dem späteren Staatsexamen) bei seinem Gönner Zumpt als Examinator in der Philologie bestand er gut.
Bonnell begann im Herbst 1823 unter seinem ehemaligen Lehrer Gottlieb August Spilleke als Lehrer am Friedrich-Wilhelms-Gymnasium, lebte 1824–25 ein Jahr als Gymnasiallehrer in Liegnitz, kehrte aber bereits 1825 an das Friedrich-Wilhelms-Gymnasium zurück. 1829 wechselte er an das Gymnasium zum Grauen Kloster, dem er, seit 1830 Professor, fast ein Jahrzehnt als Lehrer, namentlich der oberen Klassen, angehörte. 
Bonnells Familienleben mit seiner Gattin, geb. Boden, war glücklich, doch starben beide Söhne vor ihm (einer war der Historiker und Bibliothekar Heinrich Eduard Bonnell); nur zwei Töchter, davon eine verheiratet, überlebten.

## Bonnell als Direktor des Friedrichwerderschen Gymnasiums
Nach dem Tode des Direktors Georg Gustav Samuel Köpke vom Gymnasium zum Grauen Kloster (1773–1837), dem Bonnell besonders nahegestanden hatte, wurde der Direktor August Ferdinand Ribbeck (1790–1847) vom Friedrichswerderschen Gymnasium dessen Nachfolger. Bonnell wechselte als Direktor an diese Schule, die er selbst besucht hatte. Dem neuen Amt, das er am 1. Januar 1838 mit 1150 Talern Gehalt antrat, blieb er treu. Als Direktor des Friedrichswerderschen Gymnasiums war Bonnell eine der angesehensten Gestalten des Berliner höheren Schulwesens. Die Zahl der Schüler wuchs während seines Direktorates bis auf fast 600, deren Unterbringung in den alten, unzulänglichen Räumen immer schwieriger wurde. Den Einzug des Gymnasiums in das neue, den gesteigerten Ansprüchen angepasste Gebäude hat Bonnell zwar noch erlebt und begleitet. Aber er hat im Oktober 1875 aus Krankheit sein Amt niedergelegt und konnte nur noch als Ehrengast der Einweihung beiwohnen. Kaum anderthalb Jahre des Ruhestandes verblieben ihm; in der Nacht vom 9. zum 10. Mai 1877 starb er. 
Wie in der Leitung seiner Anstalt so war er auch sonst konservativ, abhold jeder schroffen Opposition in religiösen wie in politischen Dingen. Doch hinderte ihn seine Achtung vor der Autorität nicht, für die Gewissensfreiheit öffentlich einzutreten, wo sie ihm gefährdet schien. So schloss er sich 1845 der Erklärung der Anhänger Friedrich Schleiermachers gegen die unter dem Ministerium Friedrich Eichhorn mächtig gewordene Partei der Evangelischen Kirchenzeitung, 1873 dem Proteste der Jenenser Professoren gegen die disziplinarische Verfolgung des Schleiermacherianers Adolf Sydow an. Die von ihm angeregte jährliche Feier des Geburtstages Schleiermachers durch seine Schüler und Verehrer erhielt sich unter seiner Mitwirkung bis zur Jahrhundertfeier am 21. November 1868. Die Philosophische Fakultät zu Berlin ehrte ihn 1863, die Theologische zu Jena 1873 durch den Doktorgrad.

## Philologie, Theologie und Politik
Bonnells literarische Tätigkeit und wissenschaftliches Spezialstudium waren zunächst und auch späterhin vorzugsweise dem Quintilian gewidmet. Die von Georg Ludwig Spalding begonnene große Ausgabe des römischen Rhetors fortzusetzen und zu vollenden, übernahmen nach dessen Tode (1811) Philipp Buttmann und Karl Gottlob Zumpt. Diesem fiel die Herstellung des V. Bandes zu, für den er sich die Mithilfe jüngerer Kräfte, darunter seines Schützlings Bonnell, sicherte. Dieser stellte namentlich die Varianten des Textes vom zweiten Kapitel des IV. bis zum Schlusse des VI. zusammen, übernahm aber zugleich selbständig die Herstellung des Lexicon Quinctilianeum, das 1834 in Berlin als Band VI des Gesamtwerkes nebst den wertvollen Prolegomena de grammatica Quinctilianea erschien. Durch seinen Recensus Quinctil. (1854; ed. 1874/75, 2 Bände), als Rezensent in Zeitschriften und mit kleineren Beiträgen hat Bonnell dann noch lange das Studium des Quintilian gefördert, auch 1851 das X. Buch in der Weidmannschen Sammlung gesondert herausgegeben. 
In engem Zusammenhang damit stand Bonnells Programmarbeit von 1836: „De mutata sub primis Caesaribus eloquentiae Romanae condicione inprimis de Rhetorum scholis commentatio historica“. 1848 veranstaltete er eine neue Ausgabe von Ciceros Officia (IV. Auflage der Degenschen Ausgabe). Auch ein Latein. Vocabularium (1856; 2. Aufl. 1879) und lateinische Übungsbücher für die Schule erschienen von ihm. 
Als Theologe zollte er dem verehrten Schleiermacher Hochachtung durch die Herausgabe von dessen Kirchengeschichtlichen Vorlesungen in der Gesamtausgabe der Werke (Berlin 1840). 
1844 regte Bonnell die Gründung der Berliner Gymnasiallehrergesellschaft an, in der er eine Reihe von Vorträgen hielt; 1846 gab er ebenfalls die Anregung zu der Berliner Zeitschrift für das Gymnasialwesen. Mit Moritz Fürbringer und Wilhelm Thilo gab er seit 1860 durch mehrere Jahre die pädagogische Zeitschrift Berliner Blätter heraus. Zur großen Encyklopädie des gesamten Erziehungs- und Unterrichtswesens von Schmid steuerte Bonnell den Aufsatz bei: Preußen. Die höheren Schulen.
Ein besonderes Verhältnis verband Bonnell mit dem Reichskanzler Otto von Bismarck, der 1831 als Schüler in seinem Haus (Am Königsgraben 4) in Kost gewesen war und dem von ihm geleiteten Gymnasium 1865 beide Söhne anvertraute (Abitur März 1869). Die dadurch herbeigeführte häufigere Kontakt mit dem Minister und späteren Kanzler ließ Bonnell tiefer in die Beweggründe Bismarcks blicken und früher an ihn und seine Zukunft glauben, als der größere Teil seiner Berliner Umgebung verstand.